# チオシアン酸銅(II)
チオシアン酸銅(II)(Copper(II) thiocyanate)は、化学式Cu(SCN)2の配位高分子である。黒色固体で、湿った空気中ではゆっくりと分解する。1838年にカール・クラウスにより初めて報告され、構造は2018年に初めて決定された。

## 構造
Cu(NSC)2の鎖が弱いCu-S-Cu結合によりつながり2次元の層を形成する構造は、粉末X線回折により決定された。チオシアン酸水銀(II)型のヤン・テラー効果による歪みを持つと考えられている。各々の銅原子には、4つの硫黄原子と2つの窒素原子が八面体配位している。SCN-配位子の硫黄末端は、二重架橋している。

## 合成
銅(II)の濃い溶液と水に可溶のチオシアン酸塩の反応により合成でき、黒色粉末として沈殿する。これを急速乾燥させると、純粋なチオシアン酸銅(II)が単離される。低濃度で長期間反応させると、代わりにチオシアン酸銅(I)が生成する。

## 磁性
臭化銅(II)や塩化銅(II)と同様に、擬低次元反強磁性体であり、12Kでネール基底状態に整列する。